# Strzelanina w Castel Volturno
Strzelanina w Castel Volturno – strzelanina, do której doszło we włoskiej miejscowości Castel Volturno 18 września 2008 roku gdy członkowie grupy przestępczej Casalesi dokonali egzekucji na członkach lokalnego gangu założonego przez afrykańskich imigrantów. Strzelanina wywołała panikę we Włoszech i była przyczyną kilkudniowych zamieszek wywołanych przez społeczności imigranckie obawiające się o swoje bezpieczeństwo w związku ze wzmożoną działalnością gangów imigranckich oraz lokalnych mafii włoskich, konkurujących ze sobą o wpływy na rynku narkotykowym. Sprawcy zbiegli z miejsca zbrodni, ale zostali zatrzymani kilka dni później i zidentyfikowani jako Alfonso Cesarano, Alessandro Cirillo i Oreste Spagnuolo.

## Aresztowanie sprawców
Pierwszego aresztu dokonano 4 dni po zajściu, 22 września 2008. Zatrzymano wówczas Alfonso Cesarano, opisanego jako inicjator całego zajścia oraz główny wykonawca egzekucji miejscowej odnogi gangu Casalesi; podczas obławy na pozostałych sprawców rząd włoski podjął decyzję o rozmieszczeniu ok. 400 żołnierzy w okolicy Castel Volturno.
W dniu 14 stycznia 2009 roku w Mignano Monte Lungo zatrzymano ówczesnego bossa mafii Casalesi, Giuseppego Setolę – według policji miał on być bezpośrednim zleceniodawcą morderstw w Castel Volturno. Setola był na liście 30 najgroźniejszych poszukiwanych przestępców we Włoszech i już wcześniej miał odbyć karę dożywotniego pozbawienia wolności (wyrok został wydany zaocznie) za zlecenie kilku morderstw.

## Wyrok
W 2011 roku sąd skazał zamieszanych w zbrodnię przestępców Giuseppego Setolę, Davide Granato, Alessandra Cirillo i Giovanniego Letizię na karę dożywocia za działalność przestępczą, morderstwa, handel narkotykami, zbrodnię na tle rasowym i terroryzm, podczas gdy inny powiązany z morderstwami w Castel Volturno członek mafii, Antonio Alluce, został skazany na 23 lata pozbawienia wolności.